# Simmone Jacobs
Kim Simmone Geraldine Jacobs (ur. 5 września 1966 w Reading) – angielska lekkoatletka specjalizująca się w krótkich biegach sprinterskich, czterokrotna uczestniczka letnich igrzysk olimpijskich (Los Angeles 1984, Seul 1988, Barcelona 1992, Atlanta 1996), brązowa medalistka olimpijska z Los Angeles w biegu sztafetowym 4 × 100 metrów.

## Sukcesy sportowe
- czterokrotna medalistka mistrzostw Wielkiej Brytanii w biegu na 100 metrów – złota (1997), dwukrotnie srebrna (1987, 1989) oraz brązowa (1984)[1]
- czterokrotna medalistka mistrzostw Wielkiej Brytanii w biegu na 200 metrów – trzykrotnie srebrna (1984, 1988, 1997) oraz brązowa (1991)
- sześciokrotna medalistka mistrzostw Anglii w biegu na 100 metrów – trzykrotnie srebrna (1988, 1995, 1996) oraz trzykrotnie brązowa (1993, 1994, 1998)[2]
- pięciokrotna medalistka mistrzostw Anglii w biegu na 200 metrów – trzykrotnie złota (1986, 1988, 1996), srebrna (1995) oraz brązowa (1993)
- brązowa medalistka halowych mistrzostw Anglii w biegu na 60 metrów – 1986[3]
- dwukrotna medalistka halowych mistrzostw Anglii w biegu na 200 metrów – złota (1984) oraz srebrna (1991)

| Rok  | Miasto       | Zawody                      | Konkurencja                                    | Wynik                       |
| ---- | ------------ | --------------------------- | ---------------------------------------------- | --------------------------- |
| 1983 | Schwechat    | Mistrzostwa Europy juniorów | bieg na 100 m bieg na 200 m sztafeta 4 × 100 m | srebrny medal brązowy medal |
| 1984 | Los Angeles  | Igrzyska olimpijskie        | sztafeta 4 × 100 m                             | brązowy medal               |
| 1990 | Split        | Mistrzostwa Europy          | sztafeta 4 × 100 m                             | brązowy medal               |
| 1990 | Auckland     | Igrzyska Wspólnoty Narodów  | sztafeta 4 × 100 m                             | srebrny medal               |
| 1993 | Stuttgart    | Mistrzostwa świata          | sztafeta 4 × 100 m                             | 8. miejsce                  |
| 1994 | Victoria     | Igrzyska Wspólnoty Narodów  | sztafeta 4 × 100 m                             | brązowy medal               |
| 1996 | Atlanta      | Igrzyska olimpijskie        | sztafeta 4 × 100 m                             | 8. miejsce                  |
| 1998 | Kuala Lumpur | Igrzyska Wspólnoty Narodów  | sztafeta 4 × 100 m                             | brązowy medal               |

## Rekordy życiowe
- bieg na 60 metrów (hala) – 7,56 – Birmingham 07/02/1998
- bieg na 100 metrów (stadion) – 11,31 – Seul 24/09/1988
- bieg na 200 metrów (stadion) – 22,95 – Fullerton 25/04/1996